# Marijansko svetište u Fátimi
Marijansko svetište u Fátimi (portugalski: Santuário de Fátima), također poznato kao Svetište Gospe Fatimske (portugalski: Santuário de Nossa Senhora de Fátima) niz je katoličkih vjerskih objekata u Cova da Iria, u župi Fátima, u općini Ourém u Portugalu.
Osim Bazilike Gospe od Ružarija (portugalski: Basilicia da Nossa Senhora de Rosário), ovdje se nalazi i Kapela Lausperene, veliki hrast u blizini ukazanja, spomenik Presvetog Srca Isusova i Kapela ukazanja, gdje su troje djece Lucia dos Santos i njezini rođaci, Jacinta i Francisco Marto prvi put vidjeli Blaženu Djevicu Mariju. 
Osim toga, nekoliko drugih objekata i spomenika nastali su proteklih godina u spomen na događaje iz 1917., uključujući: konačište Gospe Žalosne, župni dvor, konačište Gospe od Karmela, segment Berlinskoga zida (obilježavanje posvete Rusije Presvetom Srcu Isusovu), spomenici svećenicima Formigão i Fischer, visoki križ (djelo umjetnika Robert Schad), pojedinačni spomenici papi Pavlu VI., Piju XII., Ivanu Pavlu II. te D. José Alves Correia da Silvi (koji su imale važnu ulogu u povijesti svetišta) i pastoralni centar Pavla VI.
Preko puta glavnoga svetišta je mnogo veća Bazilika Svetog Trojstva izgrađena nakon 1953. godine, jer je Bazilika Gospe od Ružarija mala za veće skupine hodočasnika i veće vjerske službe.
Katolička je Crkva službeno priznala ukazanja Blažene Djevice Marije u portugalskom gradu Fatimi, 1917. godine. Godišnje se u fatimskom svetištu okupi oko četiri milijuna hodočasnika.